# Ópera Teatro de San Luis

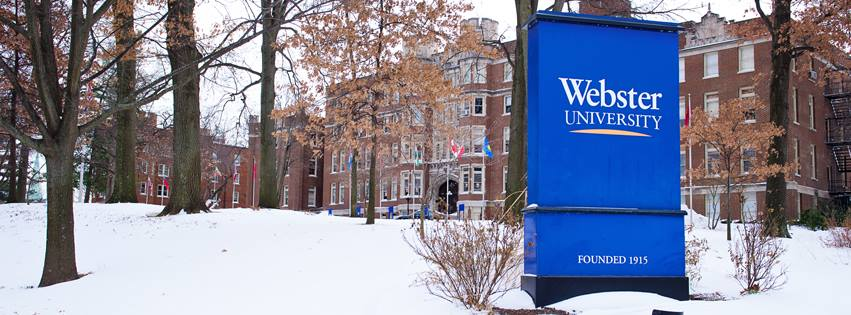
Universidad de Webster

El Ópera Teatro de San Luis (OTSL) es una festival de ópera que tiene lugar en San Luis, Missouri (Estados Unidos). Típicamente conformado por cuatro óperas, todas cantadas en inglés, se presentan cada temporada que va desde finales de mayo hasta finales de junio. Las representaciones las acompaña la Orquesta Sinfónica de Saint Louis, que se divide en dos grupos, cubriendo cada uno de ellos dos de las óperas, por temporada. Las representaciones se llevan a término en el Loretto-Hilton Center en el campus de la Universidad de Webster. En 2005, la OTSL adoptó incorporar subtítulos en inglés en el teatro.